# Diego Antonio Reyes
Diego Antonio Reyes Rosales, född den 19 september 1992 i Mexico City, är en mexikansk fotbollsspelare som spelar för FC Porto som mittback och mittfältare.
Han var med och tog OS-guld i herrfotbollsturneringen vid de olympiska fotbollsturneringarna 2012 i London.